# Bresse (Aube)
Die Bresse ist ein Bach im mittleren Osten von Frankreich, der im Département Aube der Region Grand Est östlich der Stadt Troyes verläuft.

## Geografie

### Verlauf
Die Bresse entspringt im Gemeindegebiet von Colombé-la-Fosse, entwässert generell Richtung Westsüdwest und mündet nach rund zwölf Kilometern an der Gemeindegrenze von Bar-sur-Aube und Ailleville als rechter Nebenfluss in die Aube. Im Mündungsabschnitt quert die Bresse die Bahnstrecke Paris–Mulhouse.

### Gemeinden am Fluss
(Reihenfolge in Fließrichtung)
- Colombé-la-Fosse
- Colombé-le-Sec
- Arrentières
- Bar-sur-Aube
- Ailleville